# Clematis apiifolia
Clematis apiifolia là một loài thực vật có hoa trong họ Mao lương. Loài này được DC. mô tả khoa học đầu tiên năm 1817.

## Hình ảnh

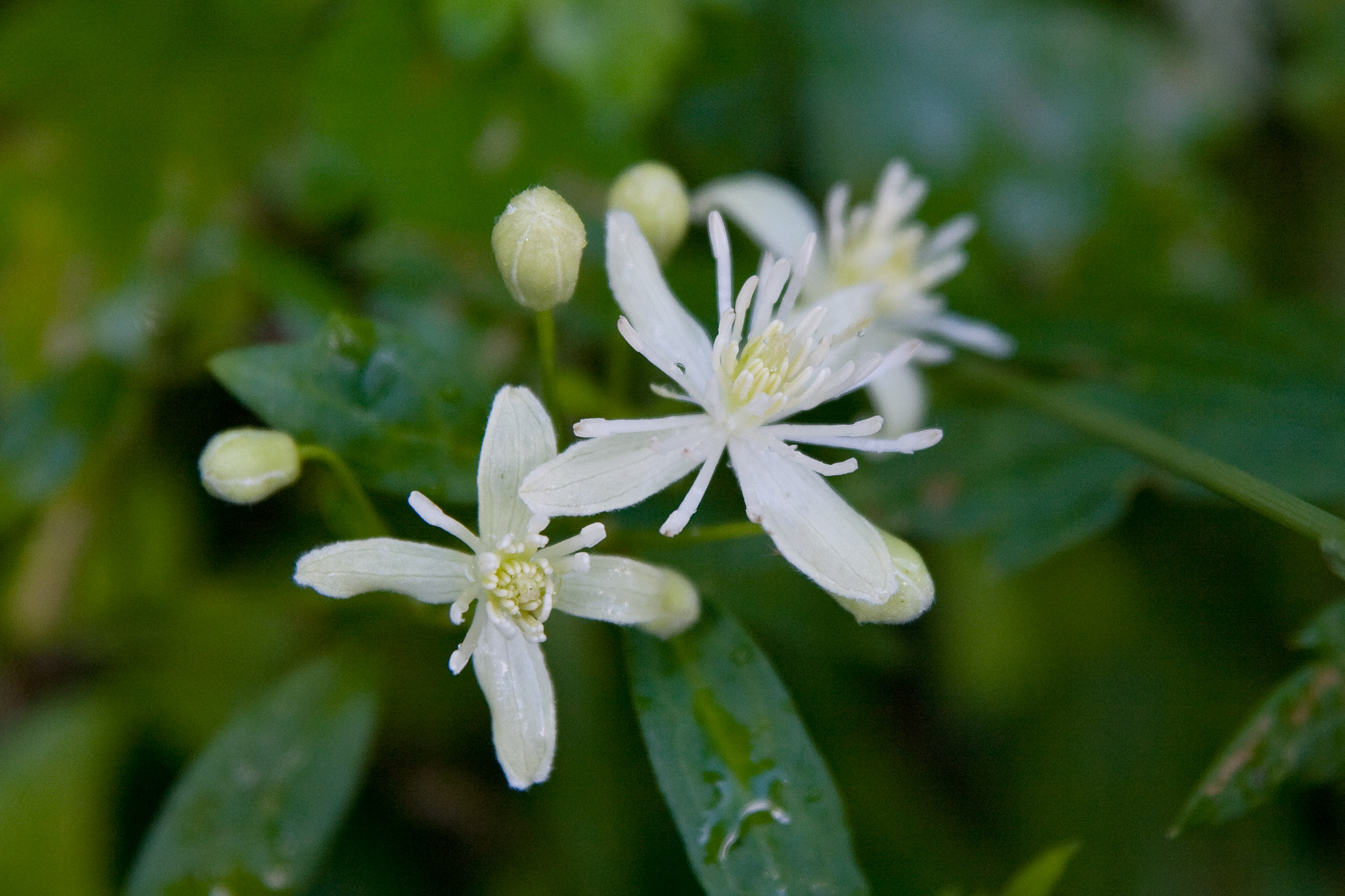
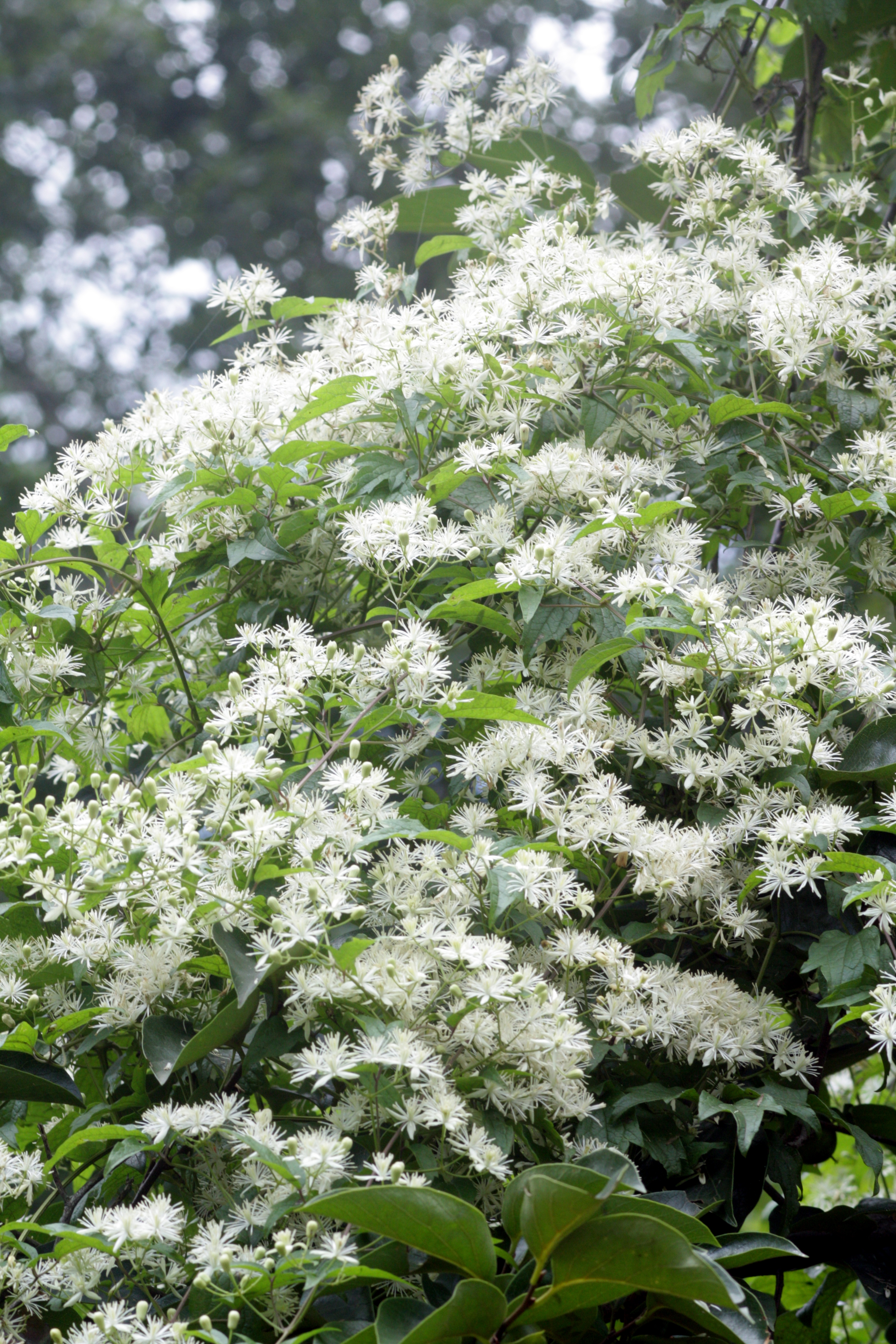
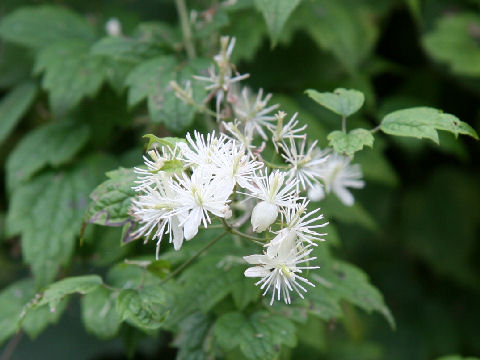
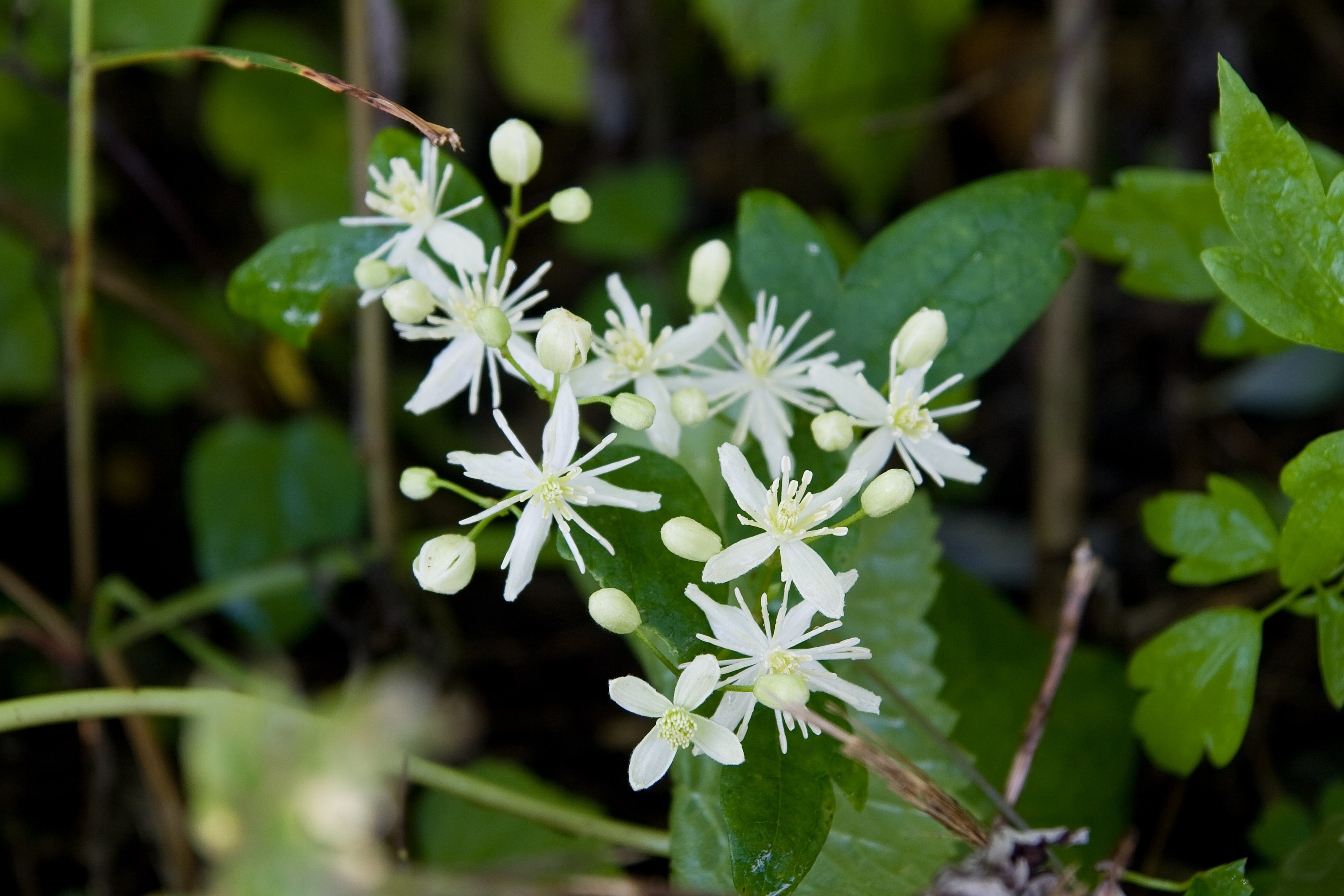